# 正木直彦
正木 直彦（まさき なおひこ、1862年12月17日〈文久2年10月26日〉 - 1940年〈昭和15年〉3月2日）は、明治から昭和初期の美術行政家。文部官僚出身で、東京美術学校（現東京藝術大学）の第五代校長を1901年から1932年までの長期にわたって務めた。号十三松堂。

## 経歴
1862年（文久2年）和泉国堺夕栄町（現・大阪府堺市）に、父林作の三男として生まれた。幼名政吉。
1892年(明治25年）に東京帝国大学法科大学法律科卒業後、奈良県の教育行政全般の指導を請われ、はじめ奈良県尋常中学校長を任ぜられる。1895年(明治28年9月)に奈良県師範学校校長に就く。在職期間は短かったが、長野宇平治の設計である師範学校校舎の新築に尽力した。後年のインタヴューにて「師範学校では結局実学的訓練が肝要だと、今でも思っている。」と語っている。奈良居住の頃は郡山城付近に住し、自宅には十三本の松の木が植わっていた事から「十三松堂」と号する。自邸から望む奈良盆地の風情を殊の外、愛していた。
帝国奈良博物館学芸委員、古社寺保存委員。さらに文部省に出仕し、第一高等学校教授を兼任。
1899年（明治32年）から美術などに関する調査のため欧米に出張、1901年（明治34年）に帰国。同年から東京美術学校校長となった。

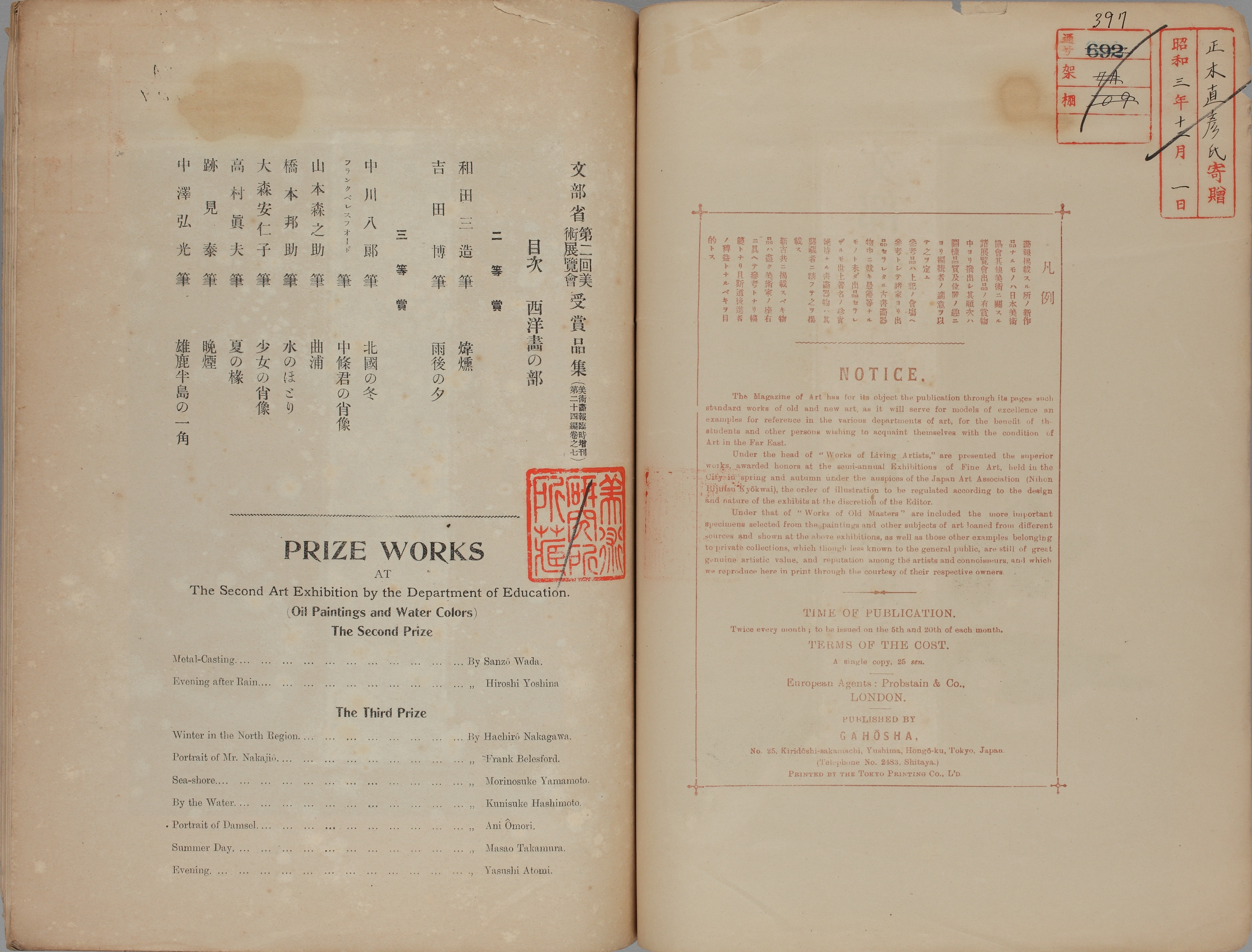
第二回文展図録（正木直彦旧蔵）

1906年、黒田清輝や大塚保治らとともに政府による芸術振興を建議し、これを受けて翌年第1回文部省展覧会（文展）が開催されることになった。文展の委員長は文部次官（澤柳政太郎）で、主事に正木が就いた。その他にも博覧会や東京府美術館建設など多くの美術行政に関わった。
長期にわたり美術学校校長を務め、一時期工芸史の講義も行った。1932年、文部省の行政整理が行われるのを機会に校長を辞任した。後任を官僚が務めることには校内の反発が強く、（文部省専門学務局長赤間義信が2か月ほど校長事務取扱を務めたあと）西洋画科教授の和田英作が校長に就任した。
特に学校内部の各派の調停につとめ、体制の基盤を築いた人物として評価されている。正木が長年校長を務めた点については、作家揃いの美術学校を統制していくのは中々難しいことであり、正木以外に適任が見当たらなかったようだ、ともいわれている。1935年には美術学校敷地内に正木記念館が建てられた。
1940年3月2日没、葬儀は小石川区音羽町護国寺（現文京区音羽護国寺）にて東京美術学校葬で執り行われた。墓石は細い柱状のもので、よく見ていないと見逃してしまう。表面には十三松院直方大覺大居士塔、裏面には昭和十五年三月二日薨と刻まれている。
正木千冬（ジャーナリスト、鎌倉市長）は、長男。

## 美校改革運動
正木在任中の1915年1月、美術学校では学生の長髪禁止など風紀取締りを強化したが、これに対する反発をきっかけに翌年にかけて美術学校改革運動が起こった。美術学校の運営体制に関する批判や正木への個人攻撃が新聞・雑誌に掲載されたほか、国民美術協会が美術学校改革案を文部省に提出した（これらは先に美術学校を退職に追い込まれた美術評論家岩村透の扇動によるところが大きかった）。改革運動はその後も尾を引いたが、正木は校長職に留まった。

## その他
茶人でもあり、田中仙樵などと交流があった。

## 栄典
位階
- 1917年（大正6年）12月28日 - 正四位[4]

勲章
- 1930年（昭和5年）10月15日 - 勲一等瑞宝章[5]

## 著書
- 『恵心僧都之御物語双紙』正木直彦、1935年4月。 NCID BA4243884X。全国書誌番号:46079106。
- 『十三松堂観摩録』正木直彦、1935年11月。 NCID BA3572256X。全国書誌番号:46092806。
- 『財産税の美術に及ぼす影響』正木直彦、1937年1月。 NCID BB01705807。全国書誌番号:46054160。
- 『十三松堂閑話録』相模書房、1937年3月。 NCID BN15926660。全国書誌番号:46057452。
- 『回顧七十年』学校美術協会出版部、1937年4月。 NCID BN04873041。全国書誌番号:46047408。
- 『十三松堂日記』 全4巻、中央公論美術出版、1965年9月-1966年8月。 NCID BN03013117。全国書誌番号:65005501 全国書誌番号:66008757 全国書誌番号:73004074。
- 依田徹 編『十三松堂茶会記 正木直彦の茶の湯日記』宮帯出版社、2013年2月。ISBN 9784863668850。 NCID BB12180137。全国書誌番号:22219835。